# Amenemhat IV
Amenemhat IV (còn gọi là Amenemhet IV) là vị pharaon thứ bảy  của Vương triều thứ 12 của Ai Cập (khoảng 1990-1800 TCN), giai đoạn cuối thời kỳ Trung Vương quốc (khoảng năm 2050-1710 TCN), ông chỉ cai trị trong hơn chín năm vào cuối thế kỷ 19 TCN hoặc đầu thế kỷ 18 TCN.
Amenemhat IV có thể là con trai, cháu trai hoặc con riêng của vị vua tiền triều, Amenemhat III. Vương triều của ông bắt đầu với một thời kì đồng trị vì hai năm với Amenemhat III và dường như đã trôi qua yên bình. Ông đã tiến hành các cuộc viễn chinh đến các mỏ đá ngọc lam ở Sinai, ametit ở Thượng Ai Cập và đến vùng đất Punt. Ông cũng duy trì mối quan hệ thương mại với Byblos cũng như sự hiện diện của Ai Cập ở Nubia. Amenemhat IV đã xây dựng một số phần của ngôi đền Hathor tại Serabit el-Khadim thuộc Sinai và xây dựng ngôi đền thần Renenutet vẫn còn trong tình trạng tốt ở Medinet Maadi.
Ngôi mộ Amenemhat IV vẫn chưa được xác định, mặc dù kim tự tháp Nam Mazghuna có thể là một khả năng. Ông đã được kế vị bởi Sobekneferu, mà vương triều ngắn ngủi của bà đánh dấu sự kết thúc vương triều thứ 12 và khởi đầu sự suy tàn của Trung Vương Quốc trong thời kỳ Chuyển tiếp thứ Hai.

## Gia đình
Amenemhat IV là con trai của một người phụ nữ có tên Hetepi. Hetepi chỉ mới được chứng thực từ một dòng chữ trên tường của đền thờ thần Renenutet tại Medinet Maadi, tại đó bà mang danh hiệu "Mẹ của Đức vua", chứ không phải là "Vợ của đức vua", "Con gái đức vua" hay "Em gái của đức vua". Do đó, mối quan hệ của bà với Amenemhat III là không chắc chắn và bà có thể không thuộc hoàng gia. Mối quan hệ của Amenemhat IV với Amenemhat III dường như cũng không chắc chắn; ông có thể là con trai hoặc cháu trai của vị vua tiền triều. Tương tự như vậy, trong khi Manetho nói rằng ông đã cưới người chị mình, Sobekneferu, điều này vẫn chưa được hỗ trợ bởi các bằng chứng khảo cổ học. Đặc biệt, Sobekneferu lại không mang danh hiệu "Vợ của đức vua". Thay vào đó, nhà Ai Cập học Kim Ryholt đề xuất rằng Amenemhat IV đã được Amenemhat III nhận làm con nuôi và do đó trở anh dượng của Sobekneferu, qua đó giải thích giả thuyết của Manetho.
Amenemhat có thể đã qua đời mà không để lại người con trai nào kế vị ông, điều đó có thể giải thích lý do tại sao ông đã được Sobekneferu kế vị. Tuy nhiên, một số nhà Ai Cập học, chẳng hạn như Aidan Dodson và Kim Ryholt, đã đề xuất rằng hai vị vua đầu tiên của vương triều thứ 13, Sobekhotep I và Amenemhat Sonbef, là con trai của ông. Amenenmhat IV có thể là chồng của Sobeknefru, nhưng không có bằng chứng nào chứng minh giả thuyết này.

## Vương triều

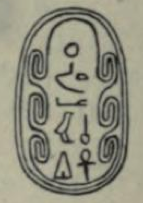
Con dấu bọ hungl của Amenemhat IV.

Vào đầu vương triều, Amenemhat IV đã đồng cai trị một thời gian ngắn với vị vua tiền triều Amenemhat III, vị vua với vương triều của ông ta được coi là đỉnh cao của thời kỳ Trung Vương Quốc. Giai đoạn đồng cai trị này cũng được chứng thực bởi nhiều tượng đài và di vật mà tên của hai vị vua xuất hiện song song với nhau Thời gian diễn ra điều này có lẽ không chắc chắn, nó có thể kéo dài từ 1-7 năm, mặc dù hầu hết các học giả tin rằng nó chỉ dài hai năm. Cuộn giấy Turin, một danh sách các vị vua được biên soạn vào giai đoạn đầu thời đại Ramesses, ghi lại tên của Amenemhat IV trên Cột 6, dòng 1, và đặt cho ông một vương triều kéo dài 9 năm, 3 tháng và 27 ngày. Amenemhat IV cũng có tên nằm ở mục 65 của Danh sách các vị vua Abydos và mục 38 trên tấm Bia đá Saqqara, cả hai có niên đại vào thời Tân Vương Quốc.

### Những cuộc viễn chinh và quan hệ ngoại giao
Bốn cuộc viễn chinh tới các mỏ ngọc lam ở Serabit el-Khadim thuộc Sinai có niên đại là vào vương triều của ông dựa trên những dòng chữ khắc. Cuộc viễn chinh cuối cùng đã diễn ra vào năm thứ chín dưới vương triều của ông và có thể là chuyến viễn chinh cuối cùng của thời Trung Vương Quốc, cho tới tận vương triều của Ahmose I, khoảng 200 năm sau đó. Vào Năm thứ 2, Amenemhat IV đã phái một đoàn viễn chinh khác để tới mỏ ametit ở Wadi el-Hudi thuộc miền nam Ai Cập. Người lãnh đạo của cuộc viễn chinh này là viên phó quan quốc khố Sahathor. Xa hơn về phía nam, ba bia tưởng niệm Nile khác từ Kumna ở Nubia mà rõ ràng có niên đại vào năm thứ 5, 6 và 7 dưới vương triều của ông, cho thấy sự hiện diện của Ai Cập trong khu vực này đã được duy trì suốt cuộc đời của ông.
Quan hệ thương mại quan trọng mà đã tồn tại trong suốt vương triều của ông là với thành phố Byblos, trên bờ biển của Liban ngày nay, tại đây một cái rương bằng vàng và obsidia cùng một nắp bình mang tên Amenemhat IV đã được tìm thấy. Một tấm bảng vàng có hình Amenemhat IV đang dâng hiến cho một vị thần cũng có thể bắt nguồn từ đó.
Gần đây, các cuộc khai quật diễn ra ở Wadi Gawasis trên bờ Biển Đỏ đã giúp phát hiện hai rương bằng gỗ và một ostracon có khắc một đoạn văn của giới tư tế nhắc đến một cuộc viễn chinh đến vùng đất Punt huyền thoại vào Năm thứ 8 của Amenemhat IV, dưới sự chỉ huy của viên quan ký lục hoàng gia Djedy. Mảnh vỡ của một tấm bia đá với tên của nhà vua đã được tìm thấy tại Berenice bên bờ Biển Đỏ.

### Công trình xây dựng
Amenemhat IV đã hoàn thành đền thờ thần Renenutet và Sobek tại Medinet Maadi vốn được bắt đầu dưới vương triều Amenemhat III, và là "ngôi đền duy nhất còn nguyên vẹn mà tồn tại từ Trung Vương Quốc" theo Zahi Hawass, cựu Tổng thư ký Hội đồng tối cao về cổ vật của Ai Cập (SCA) Amenemhat IV có thể cũng đã cho xây dựng một ngôi đền ở tại Qasr el-Sagha phía đông bắc Fayum.

### Di sản
Chỉ chưa đầy 10 năm sau khi Amenemhat IV qua đời, vương triều thứ 12 đã kết thúc và nhường chỗ cho Vương triều thứ 13 yếu hơn nhiều. Mặc dù hai vị vua đầu tiên của vương triều này có thể là con trai của Amenemhat IV, những bất ổn chính trị nhanh chóng trở nên phổ biến và các vị vua hiếm khi cai trị vượt quá một vài năm. Dòng người di dân tới từ châu Á ở đồng bằng sông Nile mà vốn bắt đầu từ dưới vương triều của vị vua tiền nhiệm Amenemhat IV đã nhanh chóng trở nên ồ ạt dưới vương triều của ông, và hoàn toàn không thể kiểm soát được. Dưới vương triều thứ 13, các cư dân châu Á ở khu vực châu thổ sông Nile đã thành lập nên một vương quốc độc lập được trị vì bởi những vị vua gốc Canaan và hình thành nên vương triều thứ 14 trị vì từ Avaris. Khoảng 80 năm sau khi kết thúc vương triều của Amenemhat IV, "chính quyền [của nhà nước Ai Cập] dường như đã hoàn toàn sụp đổ ", đánh dấu sự bắt đầu của thời kỳ hỗn loạn thứ hai.

## Hầm mộ

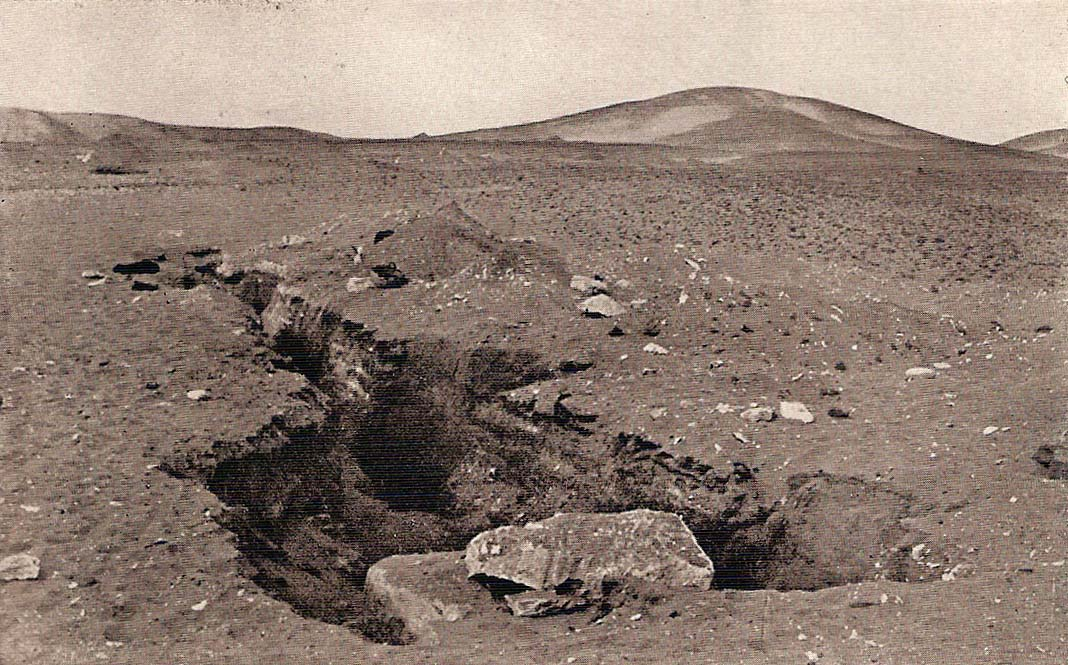
Tàn tích còn lại của kim tự tháp miền Nam Mazghuna, có thể là hầm mộ của Amenemhat IV.

Ngôi mộ của Amenemhat IV vẫn chưa được xác định. Nhưng ông cũng thường được xác định là chủ nhân của kim tự tháp miền Nam Mazghuna đã sụp đổ. Không có chữ khắc nào được tìm thấy trong kim tự tháp này giúp xác định danh tính vị chủ nhân của nó, nhưng sự tương đồng kiến trúc của nó  với kim tự tháp thứ hai của Amenemhat III tại Hawara dẫn đến việc các nhà Ai Cập học xác định niên đại của kim tự tháp này vào cuối vương triều thứ 12 hoặc đầu vương triều thứ 13. Ít có khả năng rằng Amenemhat IV có thể đã được chôn cất trong kim tự tháp đầu tiên của Amenemhat III ở Dashur, vì tên của ông đã được tìm thấy trên một dòng chữ khắc ở ngôi đền an táng.